# Tupolev ANT-6
Il Tupolev ANT-6 (in russo Туполев АНТ-6?) era un aereo quadrimotore da bombardamento pesante monoplano, entrato in servizio con le forze aeree sovietiche all'inizio degli anni trenta.
Era noto anche come Tupolev TB-3 (Туполев ТБ-3: in russo «Тяжёлый Бомбардировщик», traslitterato «Tyazholy Bombardirovschik», ovvero «bombardiere pesante») e fu anche utilizzato come aereo-madre per alcuni piccoli aerei da caccia nell'ambito del Progetto Zveno.
Complessivamente fu realizzato in circa 800 esemplari, utilizzati in Unione Sovietica dalla V-VS e dall'Aeroflot.

## Storia del Progetto

### Sviluppo

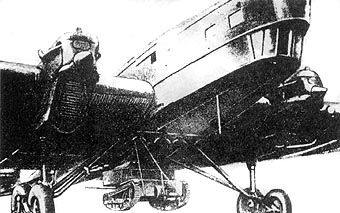
Un Tupolev TB-3 trasporta tra le ruote un carro T-27.

Il progetto risale alla seconda metà degli anni venti ma varie difficoltà, incontrate nelle fasi iniziali della costruzione, ne ritardarono la realizzazione ed il primo volo ebbe luogo solamente il 22 dicembre del 1930. Il primo prototipo era motorizzato con quattro Curtiss V-1570 Conqueror (12 cilindri a V).
L'anno successivo iniziò la produzione di serie e la sua entrata in servizio: le caratteristiche del progetto ne facevano, ad ogni modo, il più avanzato velivolo da bombardamento pesante per l'epoca.
Lo sviluppo della cellula proseguì durante il decennio successivo e quando (nel 1935) raggiunse la sua configurazione ottimale, il TB-3 era il bombardiere in grado di trasportare più carico offensivo di ogni altro allora in produzione.
Gli ultimi sviluppi videro i TB-3 coinvolti nelle attività sperimentali (Progetto Zveno) che prevedevano l'impiego di razzi e di caccia parassiti come il Polikarpov I-16; la produzione in serie ebbe termine nel 1937.

## Tecnica
Il Tupolev ANT-6 era un monoplano con ala media, con struttura interamente metallica. Si trattò del primo quadrimotore al mondo ad impiegare l'ala a sbalzo.
I motori erano i 12 cilindri a V Mikulin M-17F (si trattava di motori BMW VI costruiti su licenza) che, sviluppati in diverse versioni, arrivarono a sviluppare fino a 1 180 hp.
Le sue ali erano così spesse che al loro interno era stato ricavato un passaggio in cui i motoristi, strisciando, potevano arrivare ad effettuare manutenzioni sui motori anche durante il volo.

## Impiego operativo

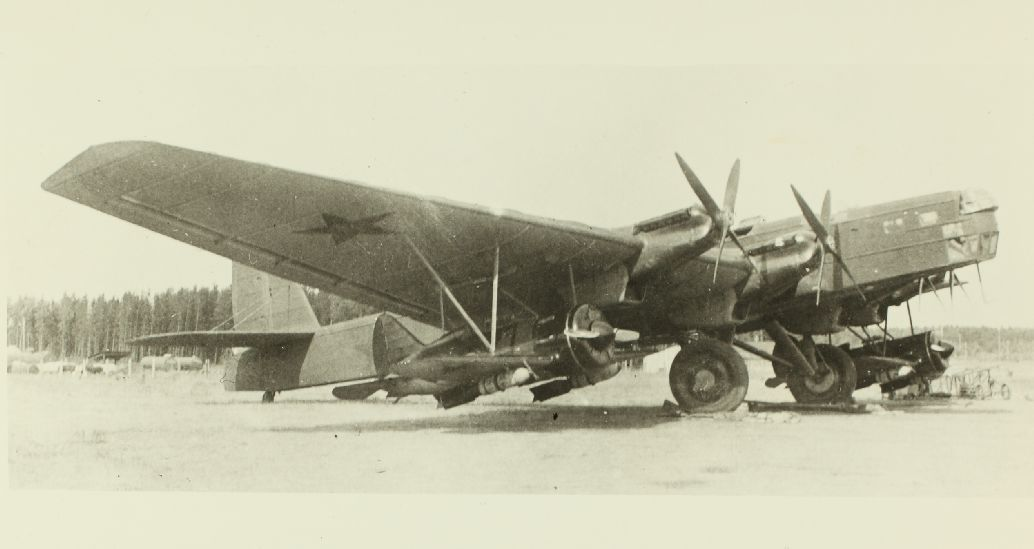
Un TB-3 trasporta due Polikarpov I-16 sotto le ali, in una delle combinazioni del Progetto Zveno.

Dopo la propria entrata in servizio, il TB-3 rappresentò per diverso tempo il velivolo di punta della V-VS. Il primo impiego in operazioni belliche avvenne negli anni 1938-39, durante gli scontri di confine con il Giappone.
Tuttavia il velivolo cominciò a mostrare il peso degli anni, soprattutto in un periodo di rapidi progressi tecnologici: già nel corso del 1939 i TB-3 vennero progressivamente ritirati da compiti di prima linea.
Al momento dell'invasione tedesca, nel giugno del 1941, molti TB-3 erano stati destinati a compiti di bombardamento notturno o di trasporto. In questo ruolo, con la designazione di G-2, vennero impiegati per il trasporto di merci (potendo trasportare tra le gambe del carrello anche autoveicoli o carri leggeri T-27 o T-38), il traino di alianti o il lancio di paracadutisti.

## Versioni

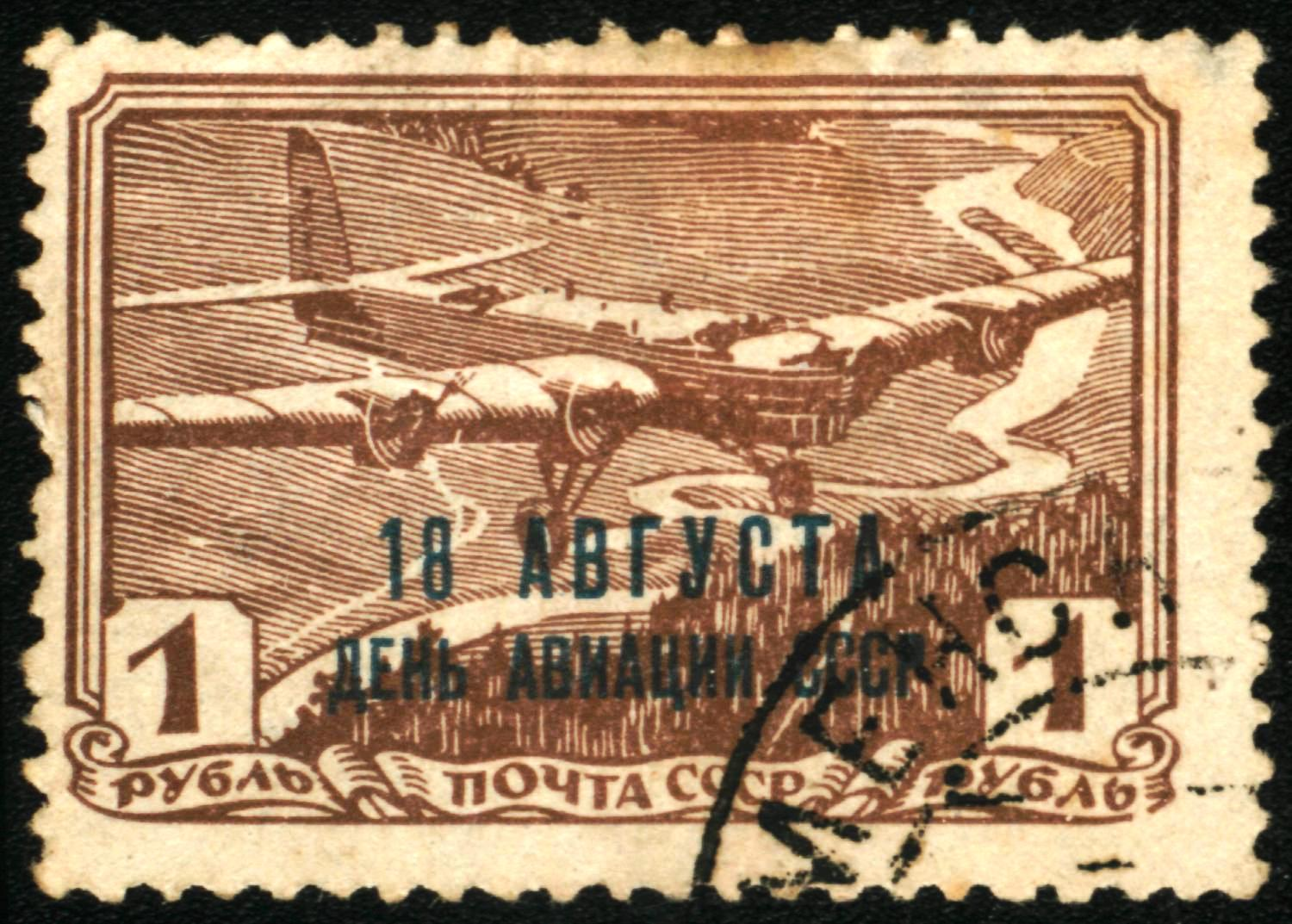
Francobollo del 1938, commemorativo della giornata dell'Aviazione sovietica.

- TB-3/M-17: prima versione di serie, prodotta fino al 1933; dotata di carrello a gambe fisse indipendenti con doppia ruota (in tandem) e pattino di coda. Prodotta in circa 400 esemplari;
- TB-3/M-34: i motori erano potenziati (circa 820 hp) ed era stata installata sotto il muso una gondola per il navigatore/bombardiere. Prodotto in poco meno di 100 esemplari;
- TB-3/M-34R: lotto di 9 velivoli con motori migliorati; era stata aggiunta una posizione per un mitragliere in coda;
- TB-3/M-34RD: si tratta di una serie di velivoli impiegati per un tour tra le principali capitali europee nel 1934;
- TB-3/AM-34RN: versione prodotta a partire dal 1935. I motori avevano ricevuto migliorie per un nuovo incremento di potenza (ora a circa 960 hp) ed erano state modificate le postazioni delle mitragliatrici;
- TB-3/AM-34FRN: il volo di collaudo avvenne nel 1936. Presentava modifiche al carrello (con ruote singole), muso di nuova fattura (con torretta per il mitragliere chiusa e ad azionamento manuale), rivestimento in lamiera liscia; i motori sviluppavano una potenza di 890 hp. Venne prodotto in circa 100 esemplari.
- TB-3/AM-34FRNV: ultima evoluzione del modello base. Caratterizzato da torretta dorsale chiusa; motori da 1 180 hp. Ne vennero costruiti poco meno di 100.
- TB-3D: un singolo esemplare collaudato con motori diesel Charomsky AN-1 da 740 hp.
- ANT-6A: si trattò di 5 velivoli della serie AM-34R dotati di cabina di pilotaggio chiusa e carrello costituito da sci; vennero impiegati dalla Aviaarktika (Autorità sovietica per l'aviazione artica) in diverse operazioni tra il 1937 ed il 1944. Una di queste operazioni fu una spedizione al Polo nord.

I dati relativi alle versioni sono tratti da L'Aviazione

## Voci correlate

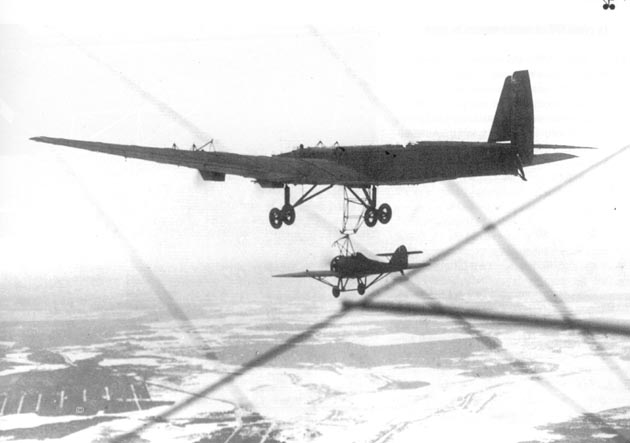
Una rara immagine di un caccia parassita Grigorovich I-Z mentre si stacca da un TB-3 durante uno dei voli del Progetto Zveno.

## Utilizzatori
Militari
 Unione Sovietica
- Voenno-vozdušnye sily SSSR

Civili
 Unione Sovietica
- Aeroflot
- Aviaarktika[7]